# EAE Business School
EAE Business School è una business school privata fondata nel 1958 con campus a Madrid e Barcellona (Spagna).

## Storia
La scuola venne fondata a Barcellona come E.A.E. (Escuela de Administración de Empresas) nel 1958 da José de Orbaneja y Aragón .
Negli anni '70, fu tra i membri fondatori della European Foundation for Management Development (EFMD). Un decennio dopo entrò nell'Asociación Española de Representantes de Escuelas de Dirección de Empresas (AEEDE).
Negli anni '90, ottenne la Certificazione ISO di qualità ISO 9001. Successivamente divenne un centro affiliato dell'Universitat Politècnica de Catalunya per l'insegnamento dei programmi ufficiali a Barcellona.
Tra il 2000 e il 2005, si affiliò all'Università Camilo José Cela per offrire programmi ufficiali a Madrid.
Nel 2006, il Grupo Planeta (gruppo proprietario di De Agostini in Italia) ha acquistato l'ente di formazione che un anno dopo sarà ufficialmente ribattezzato EAE Business School.
Nel 2014, venne inaugurato il nuovo campus di Madrid e sottoscrisse un accordo con Universitat de Lleida per inaugurare la Ostelea, Tourism & Hospitality School.
Nel 2015, un ulteriore accordo venne firmato con la Universidad Rey Juan Carlos per impartire programmi ufficiali a Madrid.
Nel 2023, lancia l'Institute for Business Trends e l'Accelerator Digital Program con MWC Barcelona.

## Accreditamenti
EAE rilascia titoli di Master e Grados (lauree quadriennali) accreditati da terze parti: dall'Universitat Politècnica de Catalunya per i programmi a Barcellona e dall'UNIE (Universidad Internacional de la Empresa, anch'essa parte di Grupo Planeta) per i programmi a Madrid.

## Affiliazioni
- Membro dell'AEEDE (Associazione Spagnola delle Scuole di Management Aziendale)
- EFMD (Fondazione europea per lo sviluppo gestionale)
- EBEN (Rete europea per l’etica aziendale)
- ForQ (Associazione per la Qualità nella Formazione)
- CLADEA (Consiglio Latinoamericano delle Scuole MBA)
- Membro dell'AACSB (The Association to Advance Collegiate Schools of Business), ma non accreditato[4]

## Posizionamento nei rankings
- Merco (2016): la scuola ha mantenuto la stessa posizione nel settore dell'istruzione della seconda business school più rispettabile in Spagna per il terzo anno consecutivo. Nella classifica generale aziendale la Scuola si colloca al 45º posto.[5]
- Merco (2016) : una delle migliori aziende spagnole con i migliori talenti,[6] classificata tra le prime cinque Business School[7] per il decimo anno consecutivo. Per quanto riguarda la Merco Ranking of Corporate Responsibility and Governance,[8] nell'edizione 2015, EAE si è classificata al 24º posto nella classifica generale delle aziende.
- Classifica El Mundo 2016: Per il terzo anno consecutivo, il quotidiano El Mundo ha nominato sei master EAE tra i migliori nei loro settori specialistici in Spagna (Master in Gestione della comunicazione aziendale, Master in Gestione finanziaria, Master in Gestione operativa e logistica, Master in Gestione Commerciale e Vendite, Master in Marketing e Gestione Commerciale, Master in Gestione delle Risorse Umane).[9]
- Classifica delle migliori business school globali 2016: preparata dalla rivista, EAE si colloca al 13º posto.[10]
- Eduniversal Best Masters Ranking Worldwide 2015-2016: Master in Gestione della Comunicazione Aziendale, Master in Supply Chain Management e Master in Gestione delle Risorse Umane classificati tra i migliori al mondo.[11]